# 제2차 오히라 내각
제2차 오히라 내각(일본어: 第2次大平内閣)은  오히라 마사요시가 제69대 내각총리대신으로 임명되어, 1979년 11월 9일부터 1980년 7월 17일까지 존재한 일본의 내각이다.

## 개요

### 내각 발족부터 총사퇴까지
1979년 10월 7일의 제35회 중의원 의원 총선거에서 자유민주당은 의석수를 크게 줄였다. 이 때문에 전임 내각인 제1차 오히라 내각에서 반주류파가 됐던 각 파벌(후쿠다파·나카소네파·미키파·나카가와 그룹)로부터 총재인 오히라 마사요시의 책임을 묻는 목소리가 높아지자, 당내 항쟁이 격화됐다(일명 40일 항쟁). 국회에 있어서의 내각총리대신 지명 선거에서도 자유민주당으로부터 주류파 오히라와 반주류파인 후쿠다 다케오 등 두 사람이 후보로 나서는 이례적인 상황이 벌어졌다. 결선 투표 끝에 신 자유 클럽으로부터 표도 얻으면서 오히라가 제69대 내각총리대신으로 지명됐다.
내각 조성에 대해서는 수반 지명으로 오히라에게 표를 던진 신 자유 클럽과의 연립 정권을 구성하기 위해 자유민주당에서의 각료를 기용하는 것도 모색했다. 그러나 반주류파가 이에 반발하여 내각 조성하는 과정에서 난항을 겪었다. 그해 11월 9일에는 오히라가 임시로 문부대신을 겸임하는 형태로 제2차 오히라 내각을 발족시켰고 연립범위로서 각료 인사의 여지를 남기는 형태로 위기를 견뎠다. 결국 같은 해 11월 20일에는 신 자유 클럽에서의 각료 기용을 포기했고 자유민주당의 다니가키 센이치를 문부대신으로 임명하면서 당내 항쟁은 일단 수습 국면에 접어들었다.
한편 외교면에서는 당시 일본의 주된 가상적인 소련과 대립하는 중화인민공화국(중소 분쟁)을 중시한다는 입장을 밝혀 중화인민공화국의 근대화에 적극적으로 협력하는 국책을 내세웠다. 1979년 12월에 오히라는 중화인민공화국을 방문해 정부 차관의 공여와 약속, ‘중일문화교류협정’에 조인하여 이후 1980년대(1980년 ~ 1989년)에 있어서 중일간의 긴밀한 관계를 구축하는 길로 이끌었다.
1980년 5월에 집권 여당인 자유민주당내의 반란에 따라 내각 불신임 결의가 가결됐다. 내각은 중의원 해산(통칭 해프닝 해산)을 단행해 이미 예정됐던 참의원 의원 통상선거(제12회)와 같은 날 투표일의 중의원 의원 총선거(제36회) 시행을 결정해 중참 동일 선거를 사상 처음으로 실시했다. 선거 기간 중이던 6월 12일에 오히라 총리가 심근 경색으로 급서하면서 내각관방장관인 이토 마사요시가 내각총리대신 임시 대리로 취임해 내각은 사실상 총사퇴했다. 총사퇴한 전임 내각은 일본국 헌법 제71조의 규정에 근거해 선거 후의 특별국회에서의 수반 지명을 거쳐 스즈키 젠코가 내각총리대신으로 임명되는 그해 7월 17일까지 36일 간에 걸쳐 직무 집행 내각을 운영했다.

### 총사퇴의 시기
일본국 헌법의 규정에 의하면 일반적으로 중의원 의원 총선거를 실시하는 경우에 대해서는 총선거에 의해 새롭게 중의원이 구성되는 것이므로 비록 동일한 사람이 내각총리대신으로 지명된다고 하더라도 내각은 새로이 그 신임의 기초를 얻어야 한다는 취지에서 중의원 의원 총선거 이후 처음으로 국회의 소집이 있을 때 내각이 총사퇴하는 것이라고 규정하고 있다(일본국 헌법 제70조). 한편으로 일본국 헌법은 내각총리대신이 없을 때에는 내각은 그 핵심적 존재를 잃을 수 있기 때문에 당연히 총사퇴해야 한다고 명시돼 있다(일본국 헌법 제70조).
여기서 헌법 해석상은 중의원 해산에서 국회 소집 때까지 ‘내각총리대신이 없는 때’가 됐을 경우(총사퇴해야 할 사유가 겹치는 경우)에 대해 이런 경우에는 내각총리대신이 부재했을 때이지만 국회 소집 때까지는 총사퇴해야 하지 않는다고 해석하는 학설과 즉각 총사퇴해야 할 국회 소집 때에 거듭 총사퇴할 필요는 없다고 해석하는 학설이 대립하고 있다.
선거 기간 중 오히라의 급서에 의해서 실제로 그런 사태가 일어나게 됐지만 제2차 오히라 내각은 이날 즉각 총사퇴하는 특별국회 소집 때에는 총사퇴를 하지 않았다. 이것은 중의원 해산 이후부터 총선거 후 첫 국회 소집 때까지 사망 등에 의해서 내각총리대신이 없게 된 경우에는 즉시 총사퇴해야 하고 내각은 내각총리대신이 없는 시점에서 이미 총사퇴하고 있어 국회 소집 때 거듭 총사퇴하는 것이 불가능하다는 해석을 취한 것이다.

## 각료
- 내각총리대신 - 오히라 마사요시( ~ 1980년 6월 12일)
  - 내각총리대신 임시 대리 - 이토 마사요시(내각관방장관, 1980년 6월 12일 ~ ) ※오히라가 사망했기 때문에 내각총리대신 임시 대리를 맡음
- 법무대신 - 구라이시 다다오
- 외무대신 - 오키타 사부로
- 대장대신 - 다케시타 노보루
- 문부대신 - 오히라 마사요시(임시 대리, ~ 1979년 11월 20일) / 다니가키 센이치(1979년 11월 20일 ~ )
- 후생대신 - 노로 교이치
- 농림수산대신 - 무토 가분
- 통상산업대신 - 사사키 요시타케
- 운수대신 - 지자키 우사부로
- 우정대신 - 오니시 마사오
- 노동대신 - 후지나미 다카오
- 건설대신 - 와타나베 에이이치
- 자치대신, 국가공안위원회 위원장, 홋카이도 개발청 장관 - 고토다 마사하루
- 내각관방장관 - 이토 마사요시
- 총리부 총무장관, 오키나와 개발청 장관 - 오부치 게이조
- 행정관리청 장관 - 우노 소스케
- 방위청 장관 - 구보타 엔지( ~ 1980년 2월 4일) / 호소다 기치조(1980년 2월 4일 ~ )
- 경제기획청 장관 - 쇼지 게이지로
- 과학기술청 장관 - 오사다 유지
- 환경청 장관 - 쓰치야 요시히코
- 국토청 장관 - 소노다 기요미쓰
  - 내각법제국 장관 - 쓰노다 레이지로
  - 내각관방부장관(정무) - 가토 고이치
  - 내각관방부장관(사무) - 오키나 규지로
  - 총리부 총무부장관(정무) - 아이노 고이치로
  - 총리부 총무부장관(사무) - 간노 히로오(1979년 11월 10일 ~ )

## 정무 차관
1979년 11월 13일에 임명됐다. 단, 환경 정무 차관인 산토 아키코는 전임 내각으로부터 유임됐다.
- 법무 정무 차관 - 히라이 다쿠시
- 외무 정무 차관 - 마쓰모토 주로
- 대장 정무 차관 - 고이즈미 준이치로·엔도 가나메
- 문부 정무 차관 - 미쓰즈카 히로시
- 후생 정무 차관 - 이마이 이사무
- 농림 수산 정무 차관

곤도 데쓰오
이토야마 에이타로( ~ 1980년 4월 18일) / 마스다 사카리(1980년 4월 18일 ~ )
- 통상 산업 정무 차관 - 가지야마 세이로쿠·도쓰카 신야
- 운수 정무 차관 - 나라하시 스스무
- 우정 정무 차관 - 하세가와 신
- 노동 정무 차관 - 사이토 에이자부로
- 건설 정무 차관 – 다케나카 슈이치
- 자치 정무 차관 - 야스다 기로쿠
- 행정 관리 정무 차관 - 미야자키 모이치
- 홋카이도 개발 정무 차관 - 아베 후미오
- 방위 정무 차관 - 소메야 마코토
- 경제 기획 정무 차관 - 호리우치 도시오
- 과학 기술 정무 차관 - 나쓰메 다다오
- 환경 정무 차관 – 산토 아키코(유임)
- 오키나와 개발 정무 차관 - 이에 도모오
- 국토 정무 차관 - 모치즈키 구니오

## 같이 보기
- 불신임 결의

## 참고 문헌
- 후쿠나가 후미오 《오히라 마사요시 … ‘전후 보수’란 무엇인가(大平正芳…「戦後保守」とは何か)》, 주오코론신샤〈주코신서〉(2008년 12월 20일), 초판. ISBN 9784121019769
- 하타 이쿠히코 편 《일본 관료제 종합 사전 : 1868 ~ 2000》(도쿄 대학 출판회, 2001년)